# Nieuwe Algemene Begraafplaats Meeuwenlaan

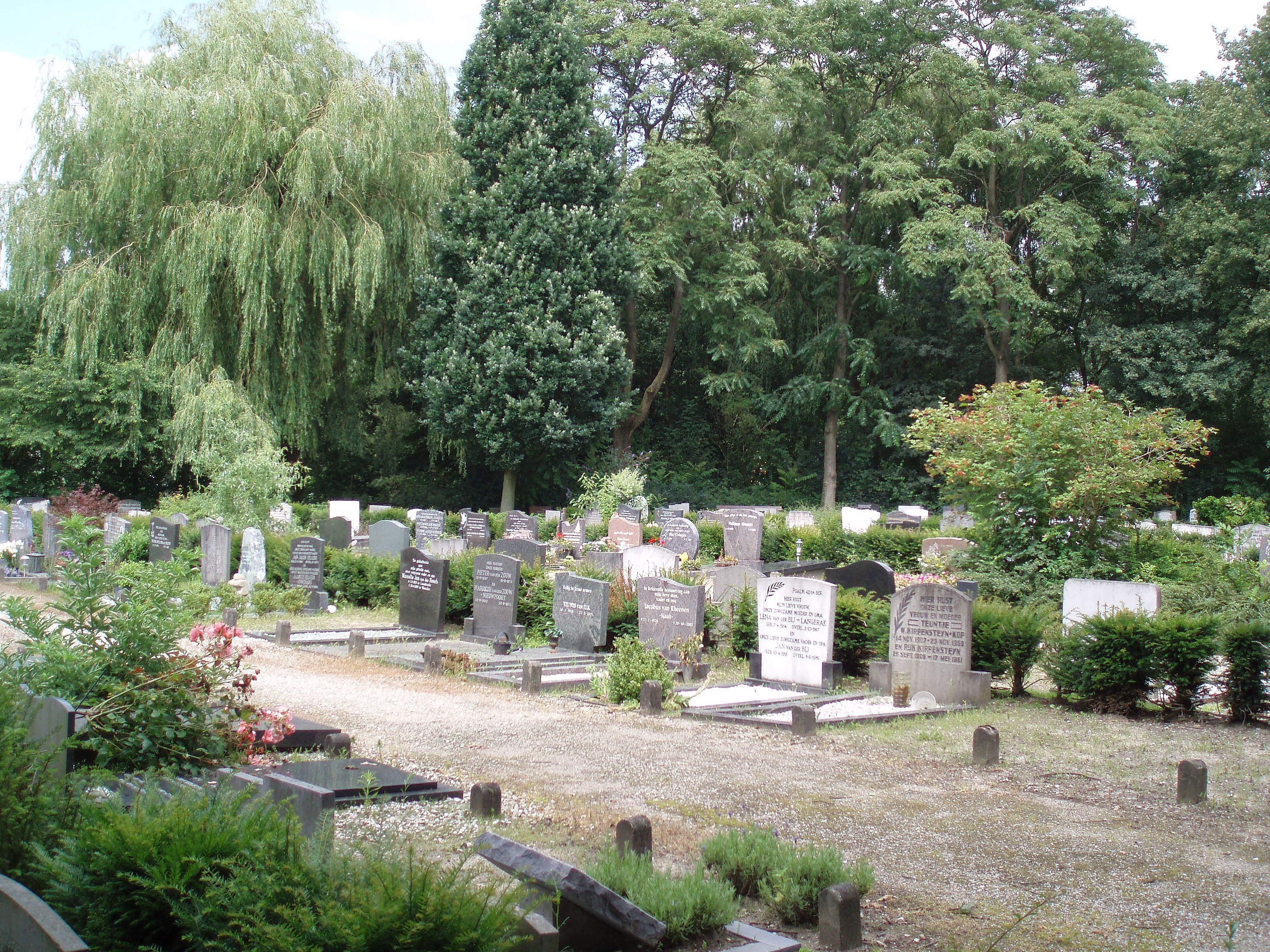
Blik op de begraafplaats

De Nieuwe Algemene Begraafplaats Meeuwenlaan is een begraafplaats in Woerden. Hij werd in 1935 aangelegd omdat de negentiende-eeuwse begraafplaats aan de Hogewal vol was.
De begraafplaats ligt als een schiereiland ingesloten tussen waterpartijen die zijn ontstaan door zandwinning. De beplantingsaanleg is een ontwerp van tuinarchitect Leonard Springer. De aula die door J. Slager werd ontworpen in de stijl van de Amsterdamse School is een rijksmonument.

## Herdenking Tweede Wereldoorlog
De jaarlijkse herdenking van de slachtoffers van de Tweede Wereldoorlog vindt in de aula en bij het monument op de begraafplaats plaats. Dit 'Monument voor Woerdense Oorlogsslachtoffers' dat is ontworpen door Ineke Smienk bestaat uit een roestvrijstalen zuil met bovenin een rechthoek van gebrandschilderd glas. Het bevat verder twee gedenkplaten vervaardigd uit glas. Op de eerste plaat staan de namen van hen die zijn omgekomen tijdens de Tweede Wereldoorlog en op de tweede plaat staan de namen van hen die na 5 mei 1945 het slachtoffer zijn geworden van oorlogsgeweld. Het monument is gerealiseerd door de Stichting Eerbetoon Omgekomen Oorlogsslachtoffers Woerden en werd op 4 mei 2005 onthuld door André Rouvoet.
Stedelijk gebied Woerden: Oude Algemene Begraafplaats Hogewal · Nieuwe Algemene Begraafplaats Meeuwenlaan · Begraafplaats Rijnhof · Rooms-Katholieke Begraafplaats Hoge Wal · Israëlitische Begraafplaats Westdam · Familiebegraafplaats Groeneveld
Harmelen: Algemene Begraafplaats Leidsestraatweg

Kamerik: Nederlands Hervormde Begraafplaats Kamerik · Nieuwe Algemene Begraafplaats Van Teylingenweg · Rooms-Katholiek Kerkhof St. Hippolytus

Zegveld: Nederlands Hervormde Begraafplaats Zegveld